# Працьовитий півник та безтурботні мишки
«Працьовитий півник та безтурботні мишки» — мультиплікаційний фільм, знятий 1938 року кіностудією «Союзмультфільм».

## Сюжет
Під одним дахом живуть Півник і дві мишки. Півник з ранку до вечора трудиться, а мишки лише граються. Знайшов якось Півник пшеничний колосок. Марно просив він мишок обмолотити колосок. Довелося самому і молотити, і везти зерно на млин. Мишки прибігли лише тоді, коли готові були пироги. Але Півник не дав пирогів мишкам і вигнав їх із дому.

## Творці
| режисери                  | Олександр Біляков, Дмитро Бабиченко                                          |
| сценарист                 | Самі                                                                         |
| художники-мультиплікатори | Надія Привалова, Фаїна Єпіфанова, Лев Пізнєєв, Ламіс Бредіс, Леонід Амальрік |
| оператор                  | К. Крилова, П. Лебедєва                                                      |
| композитор                | Олексій Аксьонов                                                             |
| звукооператор             | С. Ренський                                                                  |